# Holly Sampson
Pour les articles homonymes, voir Sampson.
Holly Joy Sampson, également connue sous les pseudonymes Nicolette Foster, Andrea Michaels ou Zoe, est une actrice américaine, spécialisé dans le cinéma pornographique et érotique, née le 4 septembre 1973 à Prescott (Arizona).
Elle est principalement connue pour avoir incarné le personnage d'Emmanuelle dans la série de films Emmanuelle 2000. Elle a également joué dans des films ou séries télévisées « mainstream » comme Pump Up the Volume. Alors adolescente, elle avait également tenu un rôle dans un épisode de la série Les Années coup de cœur.
En 2009, Holly Sampson a également fait parler d'elle lorsque son nom a été évoqué parmi les liaisons adultérines du golfeur Tiger Woods.

## Filmographie
- Enquête de charme (2001): Julie